# Kawasaki 750 H2
Die Kawasaki 750 H2 mit Dreizylinder-Zweitaktmotor war ein Motorrad des japanischen Herstellers Kawasaki und wurde von 1971 bis 1975 hergestellt.

## Technik und Geschichte
Nach dem Erfolg der Kawasaki 500 H1 entwickelte Kawasaki die Kawasaki 750 H2 (Mach IV) als neues Spitzenmodell. Bei ihrer Markteinführung 1972 war sie kurzzeitig das leistungsstärkste und schnellste Großserienmotorrad. 
Auch in den kleineren Klassen rundete man das Angebot 1972 mit der 250 S1 Mach I, in Japan als 250-SS und 350 S2 Mach II (350-SS) sowie 1974 mit der 400 S3 Mach II (400-SS) ab.
Die Gemischaufbereitung geschieht durch drei Rundschiebervergaser Mikuni VM 30SC mit 30 mm Durchlass. Die Zündung ist als kontaktlose CDI-Hochspannungs-Kondensator-Zündung ausgeführt. Die Mengenregulierung der Ölpumpe erfolgt über den Gasdrehgriff.

## Modelljahre
Die H2 wurde in jedem Modelljahr modifiziert:
- 1972 H2 (Farben: Pearl Candy Blue und Pearl Candy Gold, UK nur Candy Blue)
- 1973 H2-A: Vorderes Schutzblech verchromt, Seitendeckel-Embleme aus Metall anstelle der Aufkleber. Ein Halter für die Ersatz-Zündkerzen-Box wurde in den Heckbürzel eingepasst. Sitzbankverriegelung und Tankverschluss abschließbar. (Farben: Candy Gold, Candy Purple, Candy Blue)
- 1974 H2-B: Änderungen an den Instrumenten, am Rahmen, an der Sitzbank, an der Lackierung, den Fußrasten, dem Hauptständer, an den Schutzblechen, an den Lenkerarmaturen, den hinteren Federbeinen, an der Elektrik, am Tankverschluss und am Rücklicht. Die hintere Schwinge wurde verlängert. Die Zweikanal-Ölpumpe wurde zu einer Vierkanal-Pumpe weiterentwickelt. Der Reibungsdämpfer für den Steuerkopf wurde entfernt, es blieb nur der hydraulische Lenkungsdämpfer übrig. (Farben: Candy Gold, Candy Green)
- 1975 H2-C: Längerer Kraftstofftank, dafür kürzere Sitzbank.  Die Motorleistung sank auf 71 PS bei 6.800 min−1, das Drehmoment auf 75,4 Nm bei 6.500 min−1, dafür stieg das Leergewicht auf 208 kg. Der Lenkungsdämpfer wurde von der rechten Seite auf die linke Seite des Rahmens versetzt. (Farben: Candy Super Red, Candy Purple)

## Legenden und Trivia
„Wie das Witwenmacher-Wackelfahrwerk und die unmöglich zu kontrollierende Leistungsentfaltung gehört auch der ewig fressende, weil durch den Windschatten des Vorderrades thermisch belastete mittlere Zylinder […] in das Reich der giftgrünen Legenden.“

Die Comicfigur Hans Rainer Kabel (fr. Jean-Raoul Ducable) des Joe Bar Teams fährt eine Kawasaki 750 H2.

## Produktion-Übersichtstabelle
| Jahr   | Stückzahl |
| 1970   | 12        |
| 1971   | 15.945    |
| 1972   | 14.016    |
| 1973   | 7.813     |
| 1974   | 8.895     |
| 1975   | 800       |
| Gesamt | 47.481    |